# Буддійська економіка
Буддійська економіка є набором економічних принципів, частково натхненних буддійськими віруваннями. Буддійська економіка закликає людей виконувати свою роботу для забезпечення розвитку людського потенціалу.
Термін було введено в 1955 році англійським економістом Ернстом Фрідріхом Шумахером, коли він знаходився в Бірмі в якості консультанта прем'єр-міністра У Ну, і став використовуватися послідовниками Шумахера і тхеравади. У 1966 році Шумахер уперше публікує свою роботу «Буддійська економіка» в книзі «Asia: A Handbook», яка пізніше була перевидана у збірці 1973 року "Мале чудово: економіка, в якій люди мають значення".
Буддійська економіка наслідує буддійський принцип мінімізації страждань. На думку угорського дослідника Ласло Жолнаї, «Буддійська економіка зосереджена на звільненні душі. Вона кидає виклик основним принципам західної економіки, (I) максимізації прибутку, (II) культивуванні бажання, (III) розвитку ринків, (IV) інструментального використання світу, і (V) егоїстичних інтересів.
Буддійська економіки пропонує альтернативні принципи, такі як: (I) зведення до мінімуму страждань, (II) спрощення бажань, (III) відмова від насильства, (IV) справжня допомога, і (V) щедрість».
Для буддійського економіста споживання не мета, а засіб, а показником рівня життя є максимальне благополуччя при мінімальному споживанні, тоді як західна наука орієнтована на максимальне споживання за допомогою оптимального виробництва.
У 2007 році Buddhist Economics Research Platform провела свою першу конференцію, на якій учені з різних країн світу представляли свої дослідження з цієї проблематики.

### Ресурси Інтернету
- Шумахер Э. Ф. Буддийская экономика [Архівовано 17 липня 2018 у Wayback Machine.]
- Вонг К. Буддийская экономическая мудрость Шиничи Иноу
- Савиных С. Буддийская экономика [Архівовано 25 квітня 2018 у Wayback Machine.]